# 이누이 다쓰로
이누이 다쓰로(일본어: 乾 達朗, 1990년 1월 30일~)는 일본의 축구 선수이다.

## 구단 경력
그는 2008년 J1리그의 제프 유나이티드 지바에 입단했다. 2010년부터 2013년까지 알비렉스 니가타 싱가포르와 워리어스 FC에서 뛰었다. 2014년 일본로 복귀했다. 2015년 게일랑 인터내셔널 FC로 이적했다. 2016년 알비렉스 니가타 싱가포르에서 활동하였다. 2017년 Thai Honda FC로 이적했다. 그 후 J3리그의 블라우블리츠 아키타에서 활동하였다.